# 布納
布納是西非國家科特迪瓦的城鎮，由贊贊區負責管轄，位於該國東北部與加納接壤的邊境附近，距離首都阿比讓603公里，毗鄰科莫埃國家公園，鎮上有機場設施，2010年人口25,981。
9°16′N 3°00′W / 9.267°N 3.000°W